# Basilica (architettura civile)

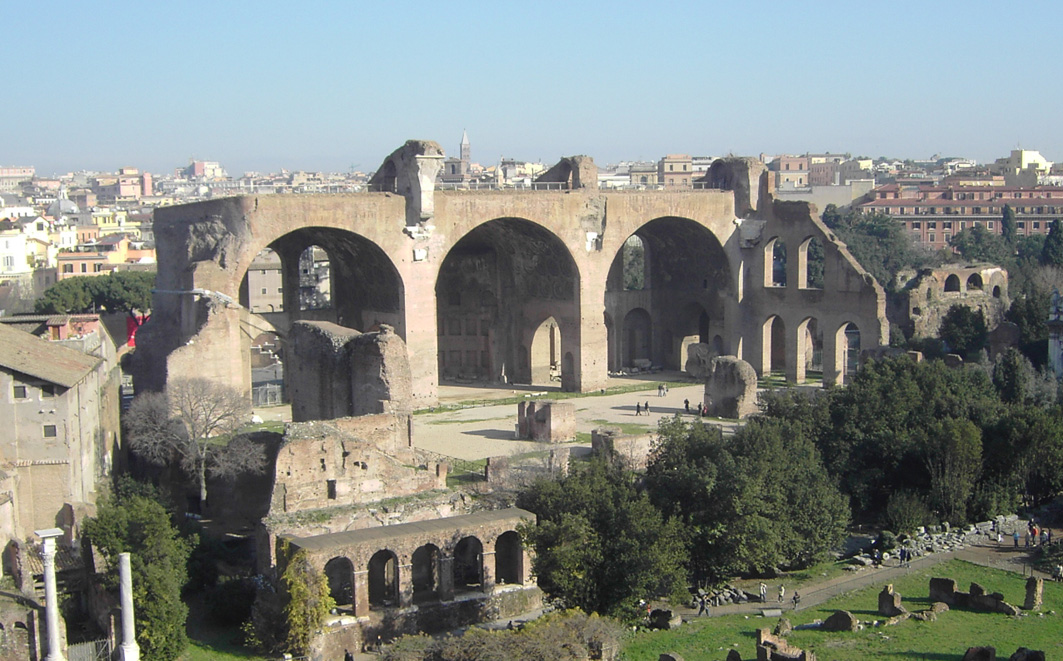
La basilica di Massenzio a Roma

Per basilica (lat. basilĭca, dal greco basilikḗ (stoá) "(portico) regio", con riferimento alla struttura dell'Agorà di Atene alla cui tipologia attinsero i Romani), si intende l'edificio pubblico, spesso in comunicazione con il foro, che nell'antica Roma veniva utilizzato come luogo coperto soprattutto per trattare gli affari, sanare le controversie ed amministrare la giustizia. I primi esempi si diffusero in Italia dopo la seconda guerra punica.

## Caratteristiche
Il termine basilica indicava una costruzione con navata centrale rialzata, sulla cui parte superiore potevano essere ricavate finestre, permettendo di risolvere i problemi d'illuminazione tipici dei grandi edifici. Il significato della parola si è esteso, dal IV secolo, ai luoghi di culto cristiano, divenendo un particolare e definito tipo architettonico, costituito da uno spazio suddiviso in tre o cinque navate, generalmente con un'abside finale.
La basilica romana ospitava riunioni di vario genere e veniva usata per vari scopi: assemblee della municipalità, come mercato, come tribunale, per esercitazioni militari, come vestibolo di un tempio, di un teatro o di un edificio termale, come sala di ricevimento nelle dimore signorili e infine come sala del trono nei palazzi imperiali. Ci potevano essere la tribuna dove alcuni magistrati esercitavano la funzione di giudice (da cui la parola tribunale e basilica forense), altre magistrature amministrative, negozi e uffici, anche ai piani superiori. La funzione non era quindi ben definita e questa mancanza di specializzazione era tipica degli edifici antichi: più in generale la basilica infatti assolveva a quelle funzioni che durante la bella stagione si svolgevano all'aperto, nel foro, e che in caso di condizioni avverse avevano luogo al riparo della basilica.
L'edificio doveva quindi coprire una superficie abbastanza grande da assolvere alla sua funzione, ed era in genere strutturato come un edificio a pianta rettangolare suddiviso in tre o cinque navate e campate da pilastri o colonne (la divisione in navate era uno stratagemma per facilitare la copertura e l'illuminazione). L'ingresso, a differenza della basilica destinata al culto ecclesiastico, poteva trovarsi sul lato maggiore e dava accesso ad un'ampia sala priva di pareti divisorie. Su uno dei lati minori si trovava lo spazio absidale di forma semicircolare o rettangolare, dove venivano dibattuti i processi. L'abside, nella quale i cristiani successivamente collocheranno l'altare, era formata in pianta da uno spazio semicircolare dotato di cattedra murata sulla quale trovava posto il magistrato che presiedeva l'udienza. L'illuminazione interna era di solito garantita dall'innalzare di un piano la navata centrale, permettendo l'apertura di finestre nel cleristorio. Anticamente nella basilica la parte centrale poteva essere anche scoperta.
La basilica nasce nel Mediterraneo orientale durante il periodo ellenistico, come suggerisce anche l'etimologia del termine: aulè basilikè ( letteralmente "corte reale") era una zona dei palazzi reali di Efeso o di Alessandria d'Egitto, dove il significato letterale era sala o reggia (il basileus è ancora il nome tradizionale degli imperatori bizantini e vuol dire "re" in greco). La forma della basilica ellenistica, con colonnati e un'aula centrale, venne importata a Roma, dove dall'età repubblicana vennero costruite molte basiliche civili, come la Basilica Giulia e la Basilica Emilia nel Foro romano. La funzione della basilica mutò quando i cristiani si trovarono a dover scegliere un luogo adatto al loro culto, in seguito all'Editto di Milano del 313 d.C. dell'imperatore Costantino. Più che ai tradizionali templi greci si guardò ad edifici più generici atti al contenimento di un gran numero di fedeli: la scelta non poté che cadere sulle basiliche.

## Galleria d'immagini

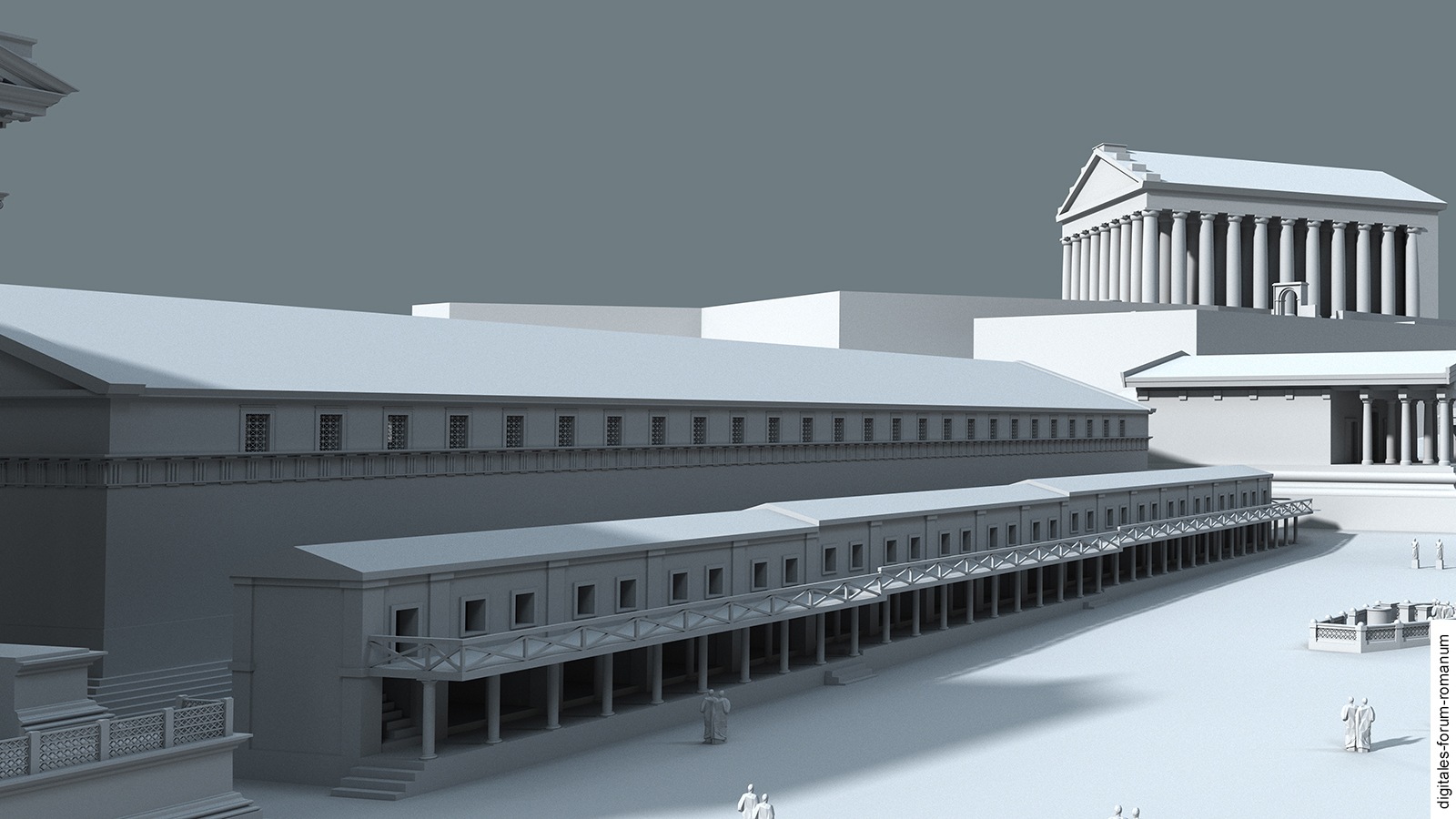
Ricostruzione computerizzata della Basilica Sempronia nel Foro romano (età medio-repubblicana)
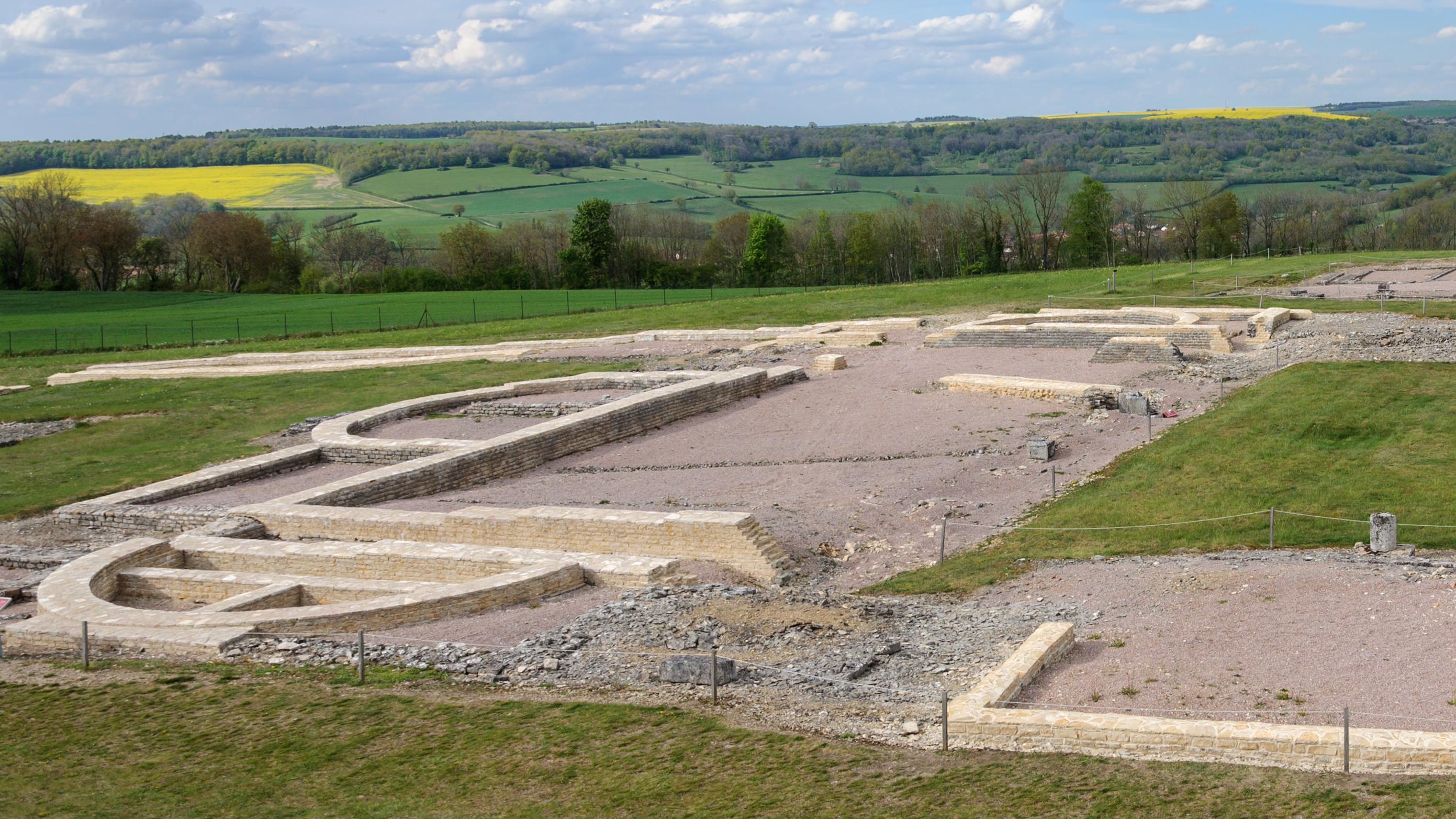
Resti di una basilica dalla città gallo-romana di Alesia, nell'attuale Francia (età tardo-repubblicana)
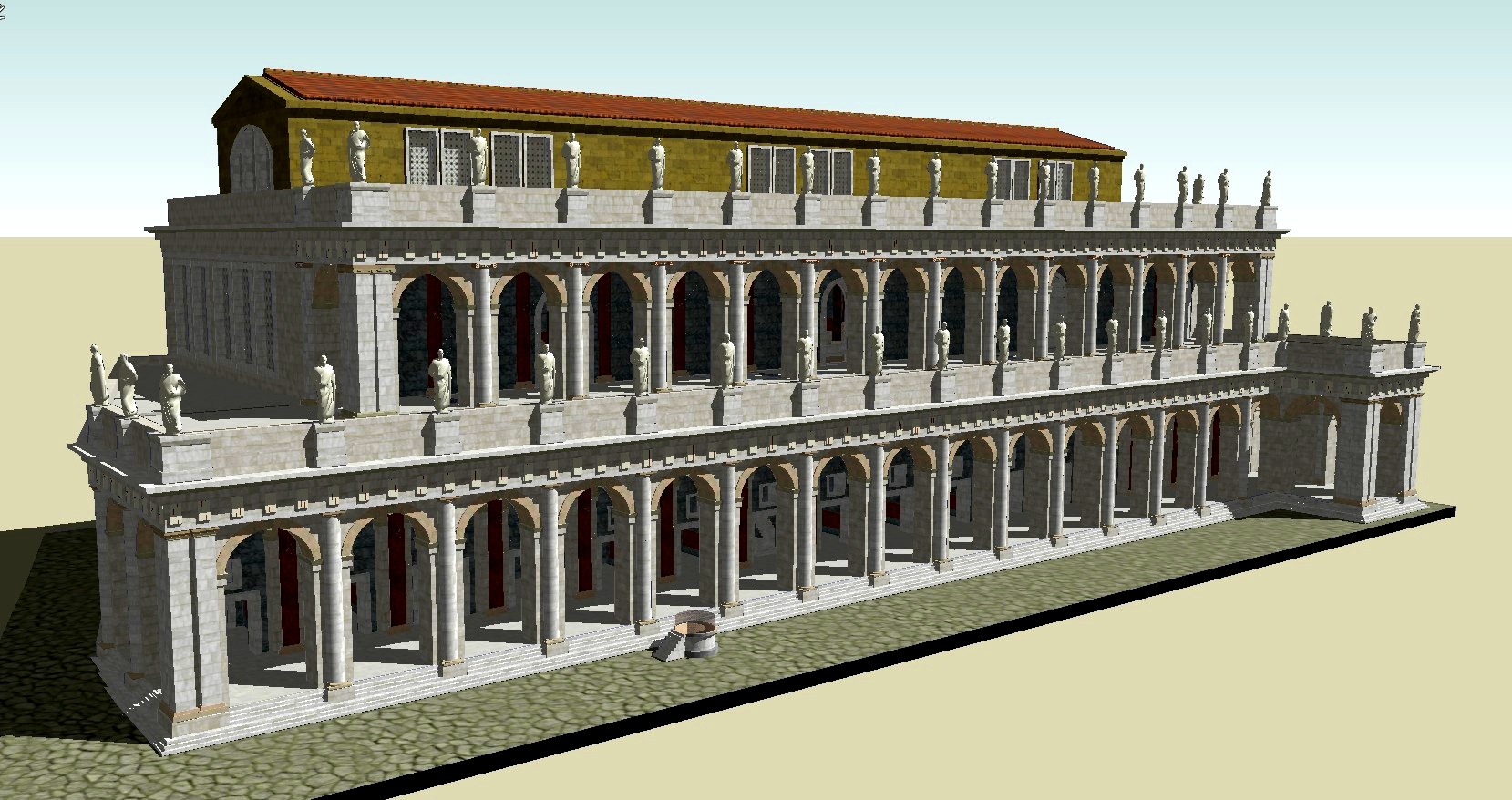
Ricostruzione computerizzata della Basilica Emilia nel Foro romano (età augustea)
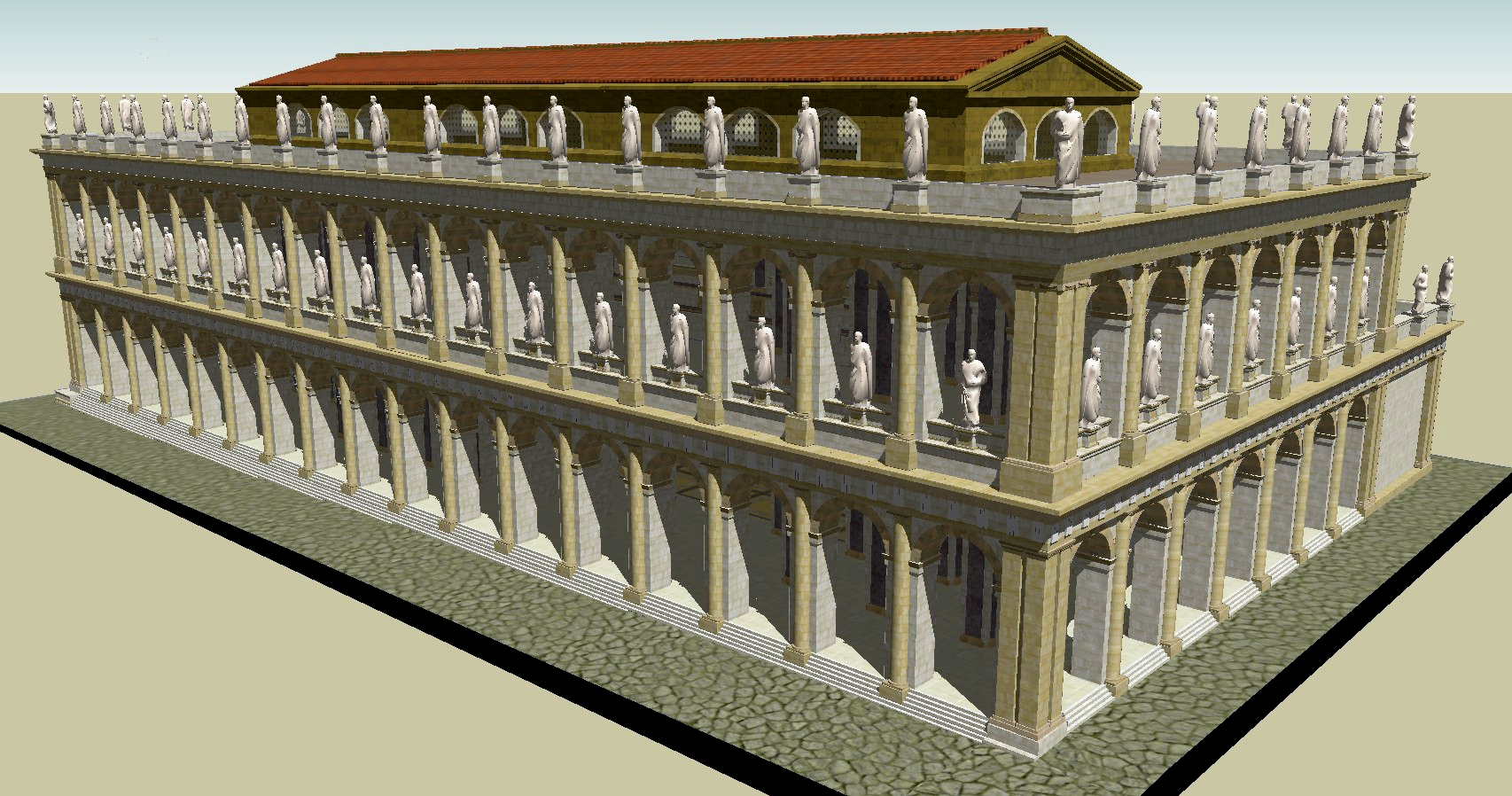
Ricostruzione computerizzata della Basilica Giulia nel Foro romano (età augustea)
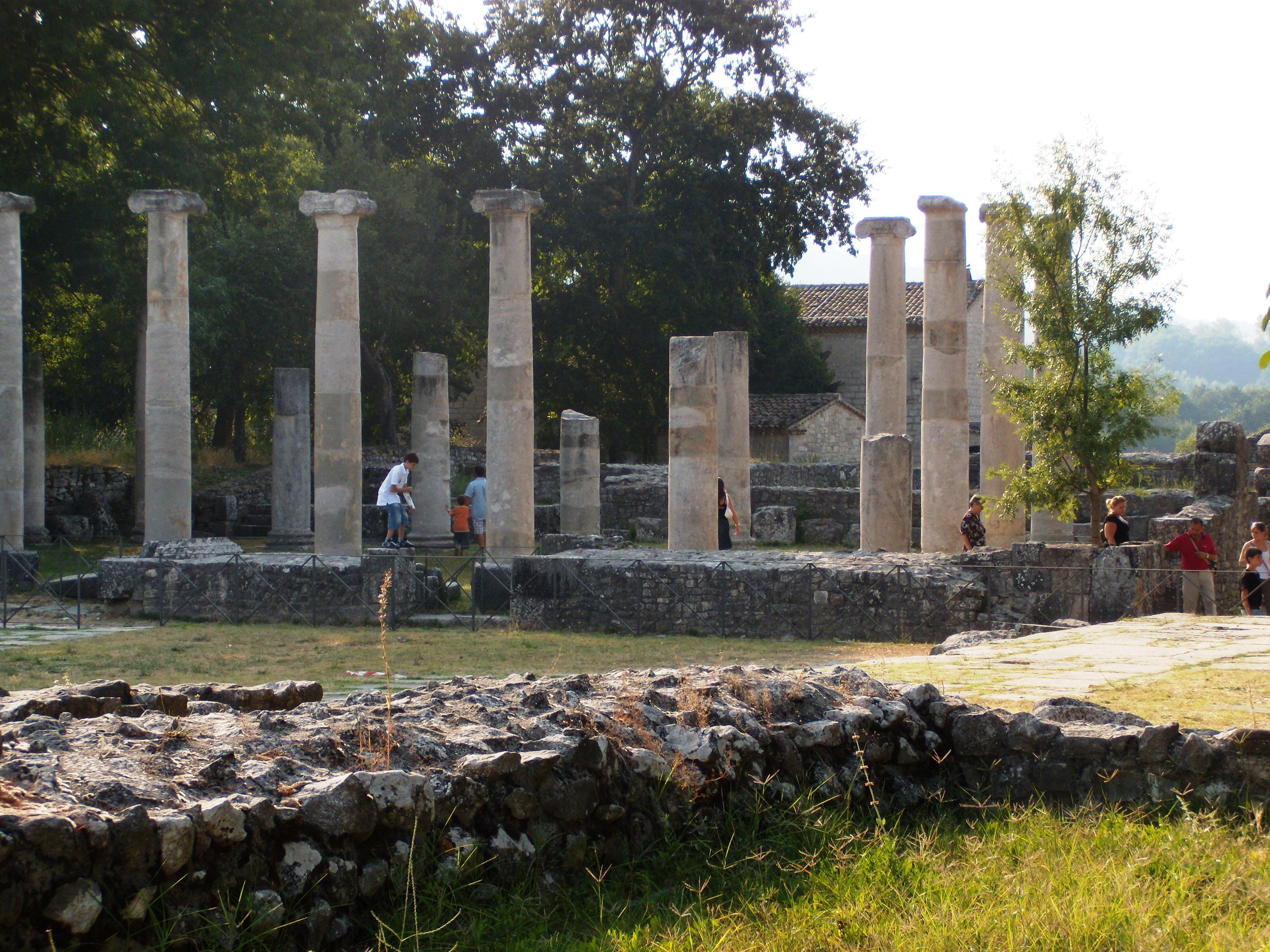
Basilica di Saepinum, Italia (età augustea)
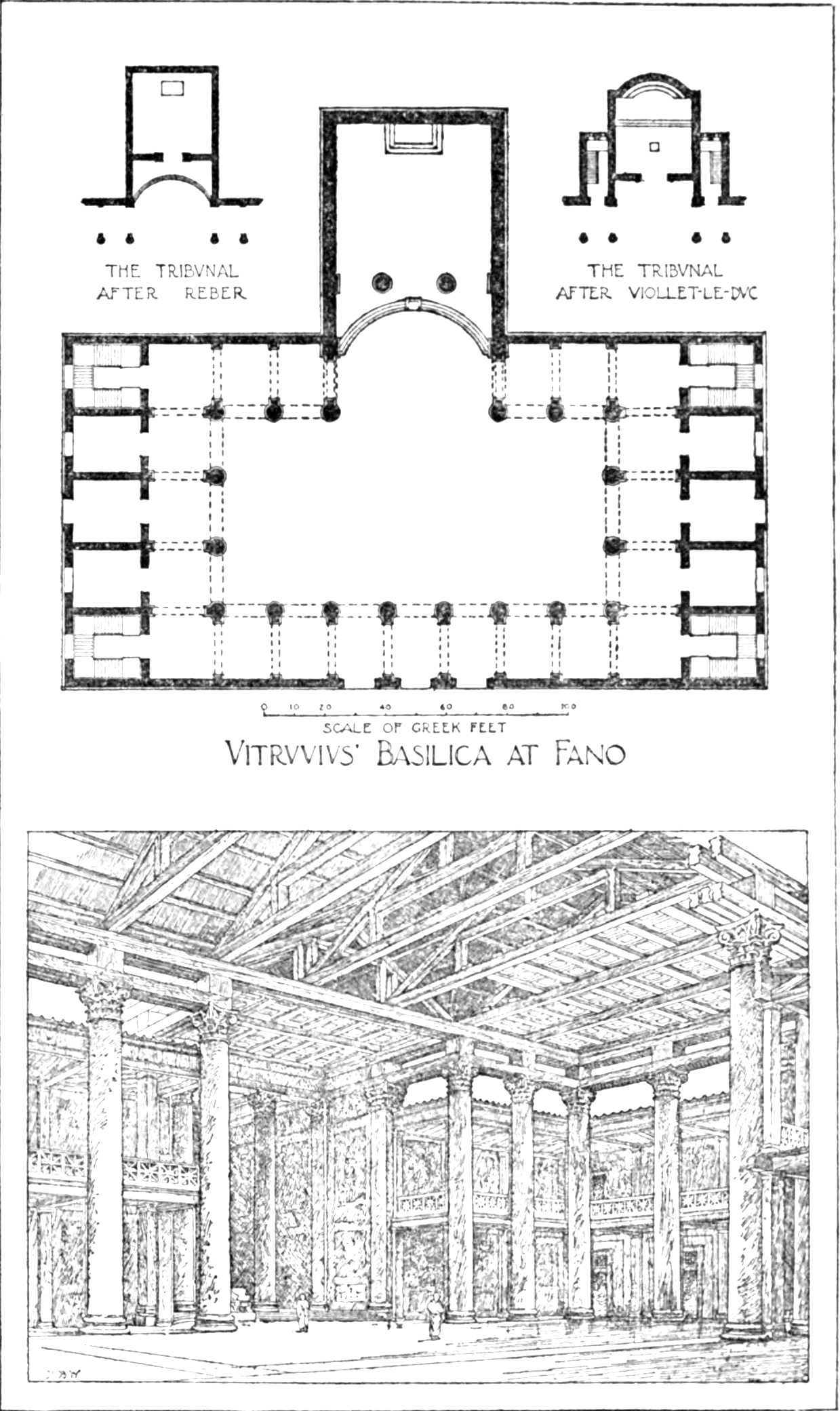
Schema della basilica di Fanum, Italia, progettata da Marco Vitruvio Pollione e da lui descritta nel suo trattato De architectura (età augustea)
La basilica di Brixia, Italia (età flavia)
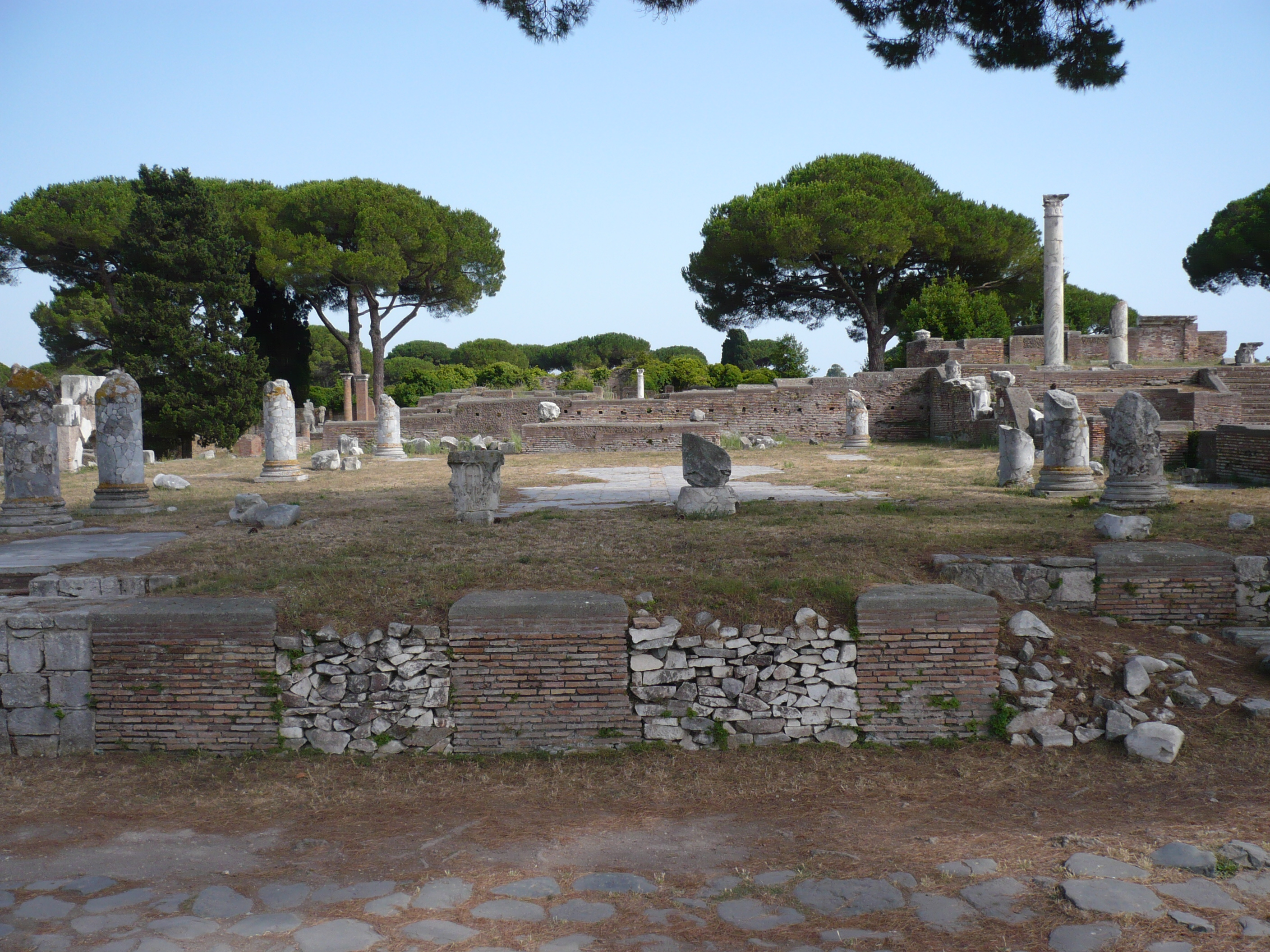
Basilica di Ostia, Italia (età domizianea-traianea)
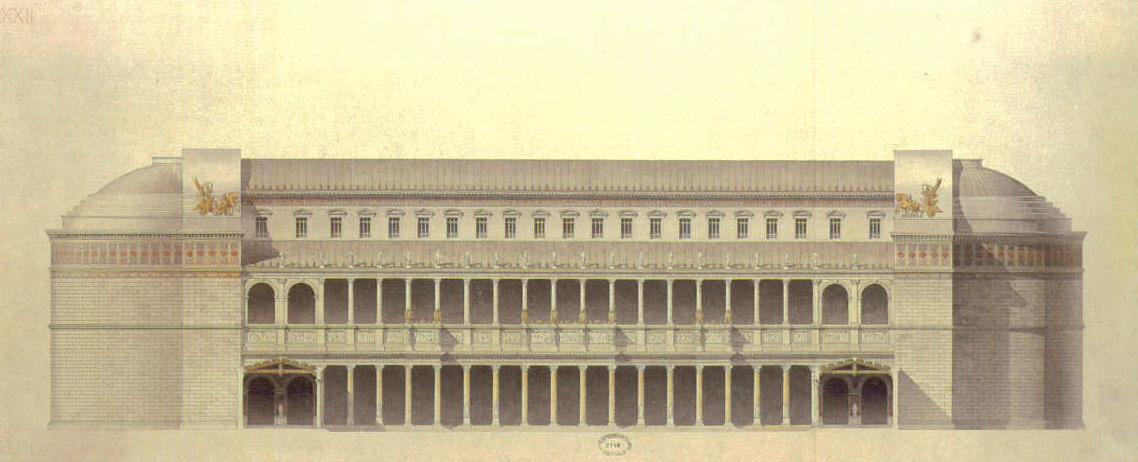
Disegno ricostruttivo ottocentesco della Basilica Ulpia nel foro di Traiano a Roma
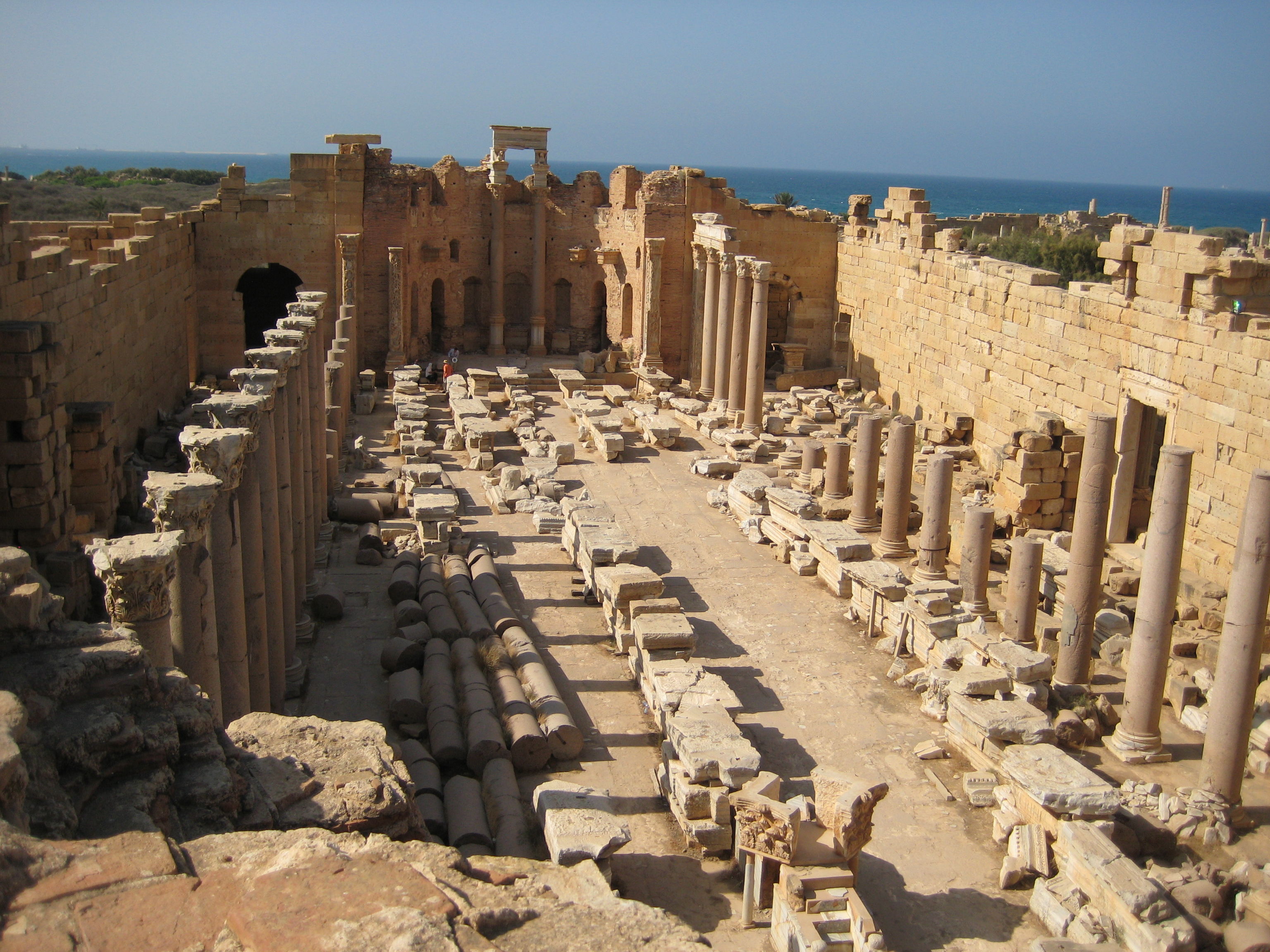
Basilica di Leptis Magna in Libia (età severiana)
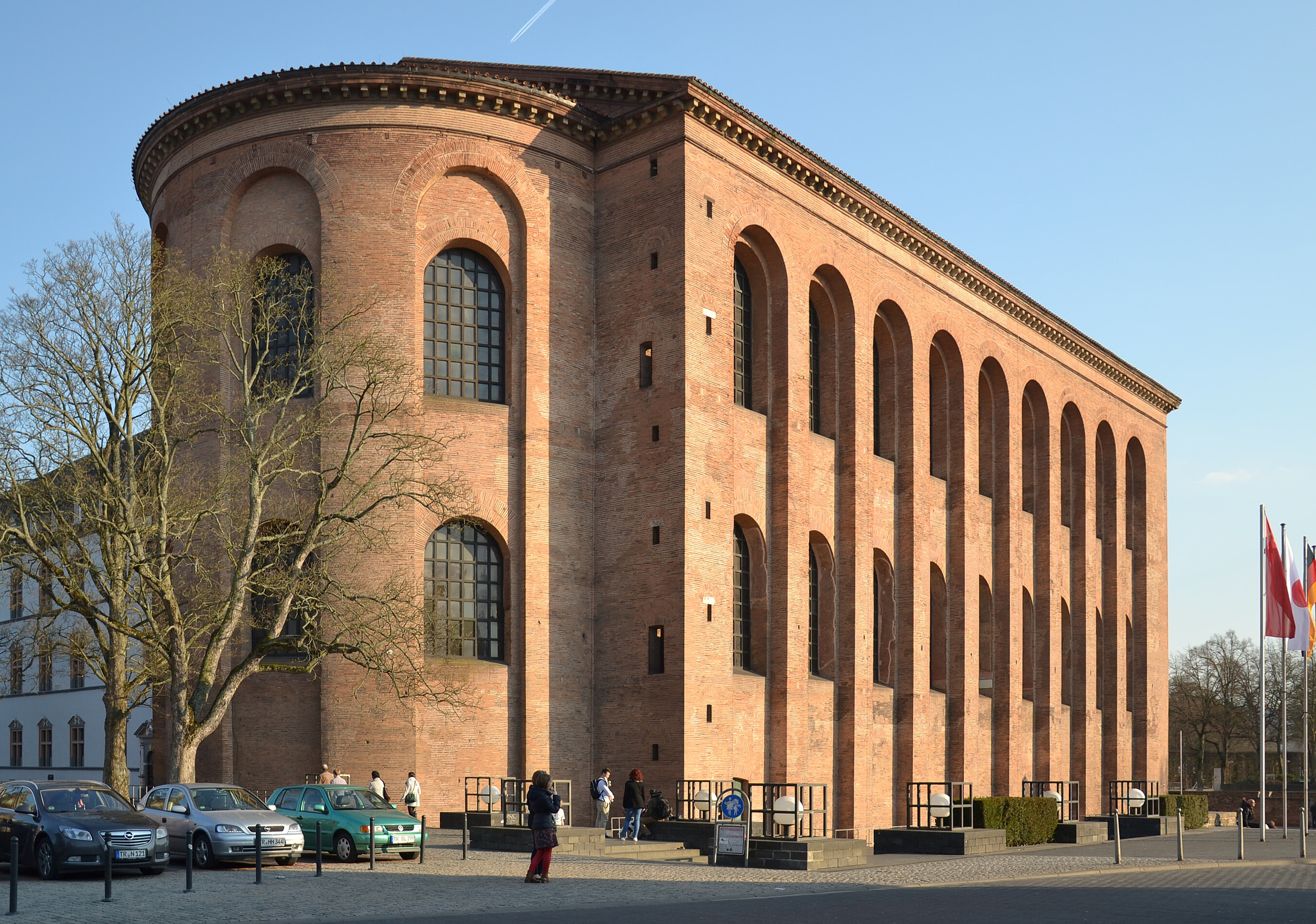
La basilica palatina di Augusta Treverorum, oggi Treviri in Germania (età costantiniana)